# Halcyon malimbica
El alción pechiazul (Halcyon malimbica) es una especie de ave coraciforme de la familia Halcyonidae que vive en África subsahariana.

## Descripción

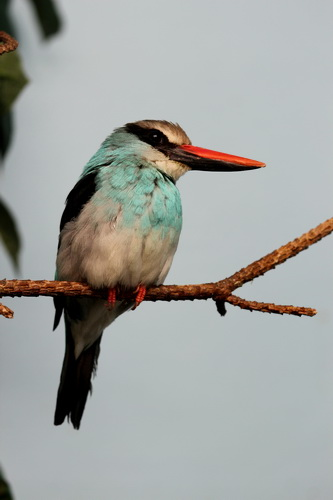
Ejemplar en el zoo de Denver.

El alción pechiazul mide alrededor de 25 cm de largo. Los adultos presentan el píleo gris y una extensa banda ocular negra. El resto de su cabeza, cuello, espalda y cola son de color azul celeste. Sus alas son en su mayor parte negruzcas con las plumas secundarias azules. Sus partes inferiores son blancas a excepción del pecho que es azulado. Su largo pico tiene la mandíbula superior roja y la inferior negra. Su patas son de color rojo intenso. Ambos sexos tienen aspecto similar y los juveniles tienen tonos más apagados. Su canto es un prolongado «pu-pu-pu-pu-ku-ku-ku-ku».

## Distribución
Se extiende por el África Central y Occidental subsaharianas. Se encuentra en gran variedad de hábitats arbolados. Es una especie principalmente sedentaria pero que se retira de las sabanas más secas a lugares más húmedos en la estación seca.

## Comportamiento
Permanece posado en zonas sombreadas en espera de presas sobre las que lanzarse. Se alimenta principalmente de grandes insectos, artrópodos, peces y ranas además de frutos de la palma aceitera. Son territoriales aunque recelosos. 
En su parada nupcial extienden las alas para mostras las líneas blancas de su parte inferior. Anidan en hoyos en los nidos de termitas en los árboles. Su puesta suele constar de dos huevos redondeados.